# Agnes Maria Clifford

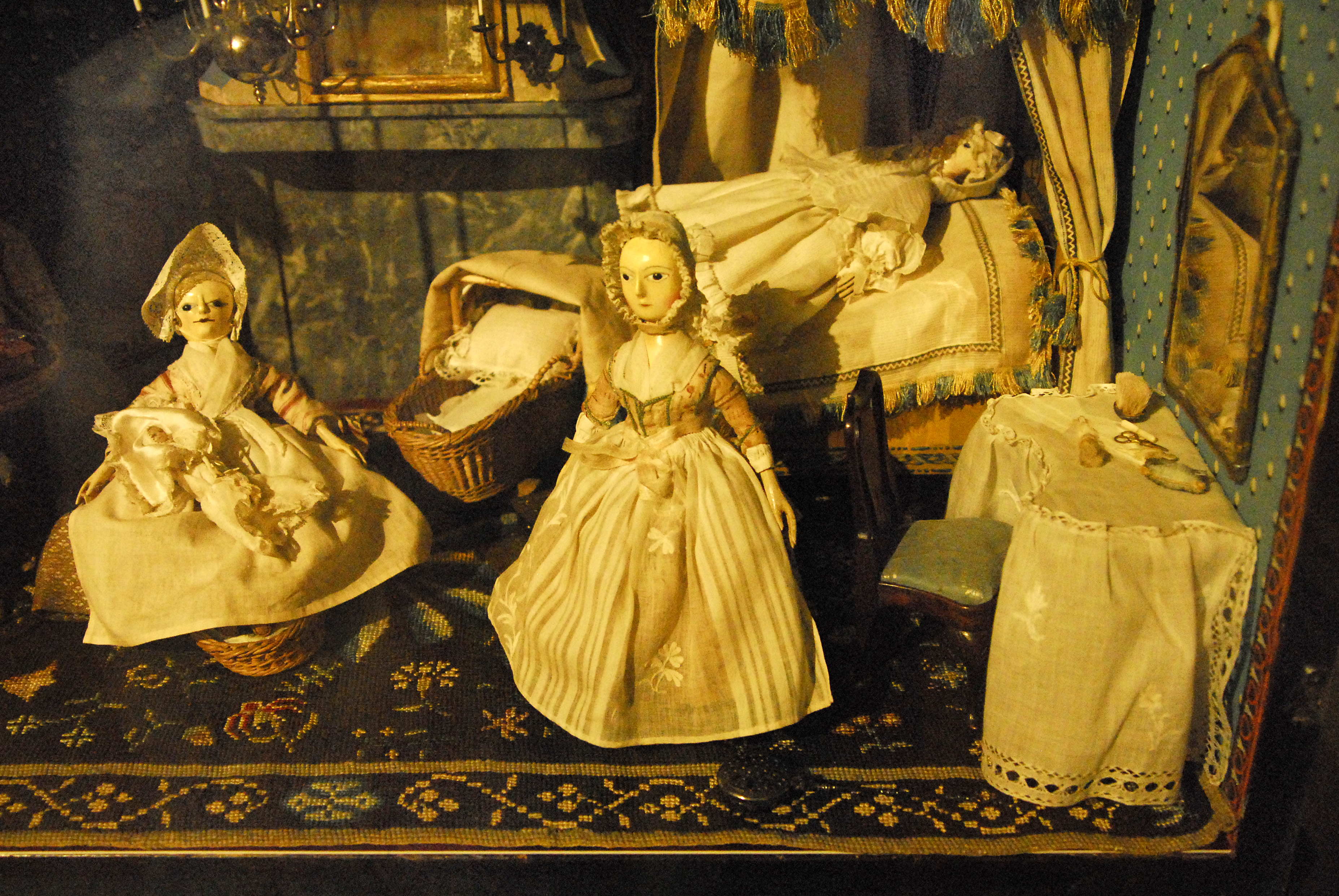
Kraamkamer in het poppenhuis van Agnes Maria Clifford (Amsterdam 1785-1810)

Agnes Maria Clifford (Amsterdam, 30 juni 1739 – aldaar, 3 december 1828), ook wel Grootje Backer genoemd, was een Nederlandse naaldkunstenaar en verzamelaar. Zij werd bekend door haar twee pronkpoppenhuizen, die zich bevinden in Museum Simon  van Gijn in Dordrecht en in Stedelijk Museum Zutphen. Deze poppenhuizen zijn cultuurhistorisch zeer interessant omdat ze een beeld geven van een huishouding van de zeer gegoede stand in deze tijd. Clifford was een ware naaldkunstenares. Tevens stichtte zij een bewaarschool in ’s-Graveland en bestuurde deze zelf.

## Levensloop
Clifford was de oudste dochter van de steenrijke bankier Pieter Clifford (1712-1788), en Johanna Elisabeth Trip (1719-1750), beiden stamden uit vooraanstaande patriciërsfamilies. Zij had nog een zuster en twee broers. Haar vader Pieter Clifford stamde uit de Engelse familie Clifford, die eigenaar was van het bankiershuis Clifford. In de zeventiende eeuw had men in Amsterdam het handelshuis Clifford & Zoonen gesticht, dat zeer florerend was.
Toen Clifford elf jaar was overleed haar moeder. Haar vader hertrouwde met de eveneens vermogende Constantia Catharina Sautijn (1712-1782). Het zeer welvarende gezin woonde in de winter aan de bocht van de Herengracht op nummer 472. De zomers werden doorgebracht op de hofstede Ruysschensteyn aan de Amstel en vanaf 1760 op de Hartekamp bij Heemstede. Op 29 juni 1762 trouwde Agnes Maria Clifford in Amsterdam met Cornelis Backer (1738-1811), secretaris van de Admiraliteit van Amsterdam en regent van het Aalmoezeniersweeshuis, hij was ook niet onbemiddeld.
Het echtpaar kreeg vijf kinderen: Cornelis (1763-1827), Johanna Elisabeth (1765-1769), Pieter (1768-1809), Johanna Elisabeth (1770-1810) en Jan Willem Jacobus (1775-1807). Cornelis Backer vertelde later dat de kinderen geen min hadden gehad en dat hun moeder ze zelf de borst gaf, hetgeen in die tijd zeer ongebruikelijk was. Het gezin bewoonde een groot huis op de Oudezijds Voorburgwal. De zomers bracht men door in 's-Graveland.
In 1774 werd Clifford regentes van het Oude Mannen en Vrouwenhuis. Dat bleef zij tot 1792. Toen haar vader Pieter Clifford in 1788 was overleden, bleek dat dat zijn nalatenschap geringer was dan men had verwacht. Dit was veroorzaakt door het faillissement van de bank van haar vader in 1772. Dit faillissement had nog meer firma’s met zich meegesleept. 
Ook door de komst van de Fransen in 1795 veranderde er veel voor het Oranjegezinde gezin Backer. Echtgenoot Cornelis Backer nam ontslag als secretaris van de Admiraliteit en zoon Cornelis jr. beëindigde zijn ambt als schout van Sloten. Beiden hadden nu geen regulier inkomen meer. Het gezin verliet in 1798 de fraaie woning op de Oudezijds Voorburgwal en verhuisde naar een eenvoudiger huis op de Prinsengracht, bij de Amstel. Grootje Backer, zoals Agnes Maria Clifford sinds de geboorte van haar eerste kleinkind werd genoemd, voerde daar vervolgens gedurende 30 jaar een extreem zuinige huishouding. Het huis werd nauwelijks verlicht en verwarmd. Maar in 's-Graveland stichtte ze een bewaarschool, ze wilde daarmee voorkomen dat kinderen bij gebrek aan toezicht in de 's-Gravelandsevaart vielen en verdronken, wat daar nog al eens voorkwam. Ze bestuurde zelf haar school en schreef voor welke liederen er gezongen moesten worden. 
Nadat Cornelis Backer sr. in 1811 was overleden en al voor hem ook drie kinderen, bleef Agnes Maria in het huis aan de Prinsengracht wonen met haar ongehuwde zoon Cornelis jr. Ze werd doof en haar geestelijke vermogens gingen achteruit. Toch overleefde ze ook Cornelis jr. Ze werd 89 jaar en liet een vermogen na van 528.000 gulden.

## De pronkpoppenhuizen
In de periode tussen 1785 en 1810 werkte Clifford aan haar twee pronkpoppenhuizen, door historica Jet Pijzel-Dommisse het grote en het kleine poppenhuis genoemd.
Uit de nalatenschap van haar vader had ze 27 stuks miniatuurzilver verkregen en wellicht ook miniatuur porselein, borsteltjes van ivoor en Engelse houten poppen. Gezien de afnemende financiële middelen die Clifford ter beschikking stonden, was dit een kostbare liefhebberij. Haar poppenhuizen zijn dan ook duidelijk minder luxueus dan bijvoorbeeld de poppenhuizen van Sara Rothé, een halve eeuw eerder. De rijkdom bestaat onder meer uit het bijzondere borduur- en naaiwerk. 
Het vierde kind van Clifford, haar Hansje, was in 1789 getrouwd met Pieter Samuel Dedel. De familie Dedel woonde tot in de 20ste eeuw op het landgoed Schaep en Burgh te ’s-Graveland. Het grote poppenhuis in het Museum Simon van Gijn is rechtstreeks afkomstig van deze familie. 

### De poppen
Waarschijnlijk komen de poppen uit het familiebezit of werden ze op markten gekocht. De houten poppen zijn zeer gedetailleerd gekleed, volgens de Nederlandse kostuummode van 1785-1795. Tot in de kleinste details zijn ook kapsels en onderkleding weergegeven. De keukenmeisjes en de baker werden even zorgvuldig aangekleed als de heren en dames van stand, wat men ook zag bij de bewoners van de poppenhuizen uit de zeventiende eeuw. 

### Naaldkunst
Clifford was een naaldkunstenares. Ze borduurde zelf alle tapijten, soms met haar initialen AMC, jaartallen en haar leeftijd: 66 en 67 jaar. De wandbekleding met bloemen en randen en de bekleding van de bank en de stoelen, alle van lichtblauwe zijde, werden fraai met wit geborduurd. Ze kleedde de houten poppen aan in gedetailleerde kostuums met rijk borduurwerk.  

### Het grote poppenhuis
Het grote poppenhuis in Museum van Gijn te Dordrecht bestaat uit drie verdiepingen met vijf kamers: een keuken, een provisiekamer, een grote salon, een kleine kraamkamer en een comptoir (kantoor). De buitenkant van het poppenhuis was oorspronkelijk beschilderd met een imitatie van schildpad. De ramen zijn gesuggereerd door spiegels met zijden overgordijnen. Het poppenhuis is ingericht met onder andere dubbele deuren, een kroonluchter, Chinees porselein en zilveren bestek. De gebruiksvoorwerpen in het poppenhuis geven een beeld van het dagelijks leven uit die tijd, zo zijn er wijn- en biervaten, een pomp van geschilderd blik, een bestekbak en een luiwagen. Aan de muur hangt een vergiet van messing. 
Er wonen in het huis acht poppen: zeven vrouwen en een man. Daarnaast is er nog een babypop gemaakt van was. 
In het comptoir staat een tafel met drie boekjes. Het kleinste van deze boekjes stond eeuwen lang bekend als het kleinste gedrukte boekje ter wereld. Dit Bloemhofje uit 1674 van C. van Lange meet slechts 9 x 13 millimeter en sluit door middel van een slotje. In 2008 vervaardigde miniatuurboekbindster Tine Krijnen een facsimile uitgave van Bloemhofje in een oplage van 20 exemplaren.  Het comptoir heeft behang van lichtblauw papier met opgeplakte gravures. 
Mevrouw C.W.van Zwieten inventariseerde en restaureerde het poppenhuis.

### Het kleine poppenhuis
Het kleine poppenhuis in het Stedelijk Museum Zutphen bevat twee zolderkamers met een linnenpers en een fraaie kraamkamer. De kraamvrouw ligt in het hemelbed en de baker heeft de babypop gemaakt van was op schoot. Een toilettafel bevat toiletattributen en een spiegel er boven. Een tapijt heeft de initialen AMC en de vermelding van 1805 en 66 jaar, de leeftijd van de borduurster. Behalve de baby wonen er in dit poppenhuis in totaal zes poppen, waaronder de kraamheer.  